# Roque Baños
Roque Baños López (Jumilla, Murcia; 1 de mayo de 1968) es un compositor español especializado en música de cine.

## Inicios
Ha estado relacionado con el mundo de la música desde siempre, puesto que tuvo un gran referente en su padre que fue saxofonista. Comienza sus primeros estudios en la escuela de la Asociación Jumillana de Amigos de la música (AJAM) y continuó sus estudios en el conservatorio Superior de Música de Murcia donde finaliza el grado elemental en la especialidad de saxofón con las máximas calificaciones. En 1986 se traslada a Madrid, donde accede al Real Conservatorio Superior de Música de Madrid, lugar en el que continúa sus estudios musicales, consiguiendo las titulaciones de grado superior de Saxofón, Piano, Armonía, Contrapunto, Composición e Instrumentación y Dirección de Orquesta. En 1993 es becado por el Ministerio de Cultura para estudiar en la prestigiosa Berklee College of Music de Boston (EE. UU.) donde inclinará su carrera hacia la música para el cine y jazz.

## Carrera como compositor
Aunque en un primer momento desarrolló su faceta como concertista pronto se decidió por la rama de la composición. 
Su contacto con la música de cine viene dado por su formación en el Berklee College of Music de Boston (EE. UU). Allí estudia Composición con David Spear y Dirección con Gregory Fridge, y se especializa en Composición de Música para cine y en Jazz, consiguiendo numerosos premios, entre ellos el Robert Share Award por demostrar el más alto nivel dramático musical en el área de composición de música para cine. Se gradúa con la distinción de "Summa Cum Laude" en las especialidades de Composición para música de películas e interpretación de Jazz. En esta escuela, Roque Baños recibirá una grandísima formación que se va a ver reflejada en sus posteriores trabajos para el cine.
A su regreso a España, tras un breve periodo en el mundo de cortometraje, comienza a componer para la gran pantalla gracias a la atención del actor Gabino Diego. A partir de este momento comenzará a embarcarse en una gran cantidad de trabajos que le han llevado a dominar gran parte del mercado cinematográfico del panorama español junto con otro gran compositor nacional, Alberto Iglesias.
Entre la gran cantidad de bandas sonoras compuestas, cabe destacar algunos de sus trabajos como La comunidad (2000) que es reconocida con la nominación al Goya a la mejor música original y el “Premio de la Música” otorgado por la SGAE y la AIE en la V edición de estos galardones. También otros dos trabajos que le volverán a dar la nominación a los Goya en el 2002 son 800 balas y El otro lado de la cama donde pone de manifiesto su gran formación jazzística. En 2003 llegará su primer galardón, recibe el Goya a la mejor música original por su trabajo en Salomé.
De sus trabajos más recientes destacamos La caja Kovak, Alatriste (por la que fue nuevamente nominado a los Goya), Las 13 rosas, película con la que consigue otro galardón en 2008, y Los crímenes de Oxford, de Álex de la Iglesia, con la que gana su tercer goya a la mejor música original.
Entre sus últimos trabajos se encuentran Balada triste de trompeta, de Álex de la Iglesia; Posesión Infernal, de Federico Álvarez y Oldboy, de Spike Lee.

## Influencias de estilo
Su música se caracteriza por una gran influencia del jazz y la música clásica que se refleja en la mayoría de sus trabajos y en algunos como El robo más grande jamás contado de manera especial, unido al estilo épico del gran John Williams. Su música ha logrado una experimentación con varios estilos musicales. Por ejemplo, en varias de sus obras hace un sonido muy similar a la música de circo (como en Muertos de risa).

## Homenajes
Su pueblo natal, Jumilla, le nombra el 28 de diciembre de 2008 'Hijo Predilecto' de la localidad.

## Filmografía como compositor
| - A todo tren 2. Sí, les ha pasado otra vez (2022) - Padre no hay más que uno 3 (2022) - No respires 2 (2021) - A todo tren. Destino Asturias (2021) - Padre no hay más que uno 2: La llegada de la suegra (2020) - Come Play (2020) - His House (2020) - Adú (2020) - Maras. Ver, Oír y Callar (2019) - Padre no hay más que uno (2019) - The Miracle Season (2018) - Yucatán (2018) - El hombre que mató a Don Quijote (2018) - Miamor perdido (2018) - Sin rodeos (2018) - El pasajero (2017) - Zona hostil (2017) - 1898: Los últimos de Filipinas (2016) - No respires (2016) - Nuestros amantes (2016) - Ocho apellidos catalanes (2015) - Regresión (2015) - In the Heart of the Sea (2015) - Torrente V: Operación Eurovegas (2014) - El Niño (2014) - Cantinflas (2014) - Oldboy (2013) - Séptimo (2013) - Tres 60 (2013) - Posesión infernal (2013) - La montaña rusa (2012) - Intruders (2011) - Torrente IV: Lethal Crisis (Crisis Letal) (2011) - La daga de Rasputín (2011) - Balada triste de trompeta (2010) - Tensión sexual no resuelta (2010) - 7 minutos (2009) - Rosa y negro (2009) - Celda 211 (2009) - Las viudas de los jueves (2009) - Amor, dolor y viceversa (2009) - Los crímenes de Oxford (2008) - Diario de una ninfómana (2008) - Las 13 rosas (2007) - Alatriste (2006) - Películas para no dormir: Para entrar a vivir (2006) - Películas para no dormir: La habitación del niño (2006) | - La caja Kovak (2006) - Isi/Disi: alto voltaje (2006) - Frágiles (2005) - Rosario Tijeras (2005) - Torrente III: el protector (2005) - Los 2 lados de la cama (2005) - Iberia (2005) - Crimen ferpecto (2004) - El séptimo día (2004) - Isi/Disi. Amor a lo bestia (2004) - La flaqueza del bolchevique (2003) - El maquinista (2003) - 800 balas (2002) - Deseo (2002) - El otro lado de la cama (2002) - El robo más grande jamás contado (2002) - Salomé (2002) - Chica de Río (2001) - No debes estar aquí (2001) - No somos nadie (2001) - La voz de su amo (2001) - Buñuel y la mesa del Rey Salomón (2001) - Torrente II: Misión en Marbella (2001) - La comunidad (2000) - Lázaro de Tormes (2000) - Obra maestra 2000 - Sexy Beast (2000) - Tuno negro (2000) - El árbol del penitente (1999) - El corazón del guerrero (1999) - Goya en Burdeos (1999, Polydor 0731454343527) - Segunda piel (1999) - Muertos de risa (1998) - Torrente, el brazo tonto de la ley (1998) - Una pareja perfecta (1998) - No se lo digas a nadie (1998) - Carreteras secundarias (1997) |

## Premios y nominaciones
Premios Goya
| Año  | Categoría                               | Película                       | Resultado |
| ---- | --------------------------------------- | ------------------------------ | --------- |
| 2001 | Premio Goya a la Mejor Música Original  | La Comunidad                   | Candidato |
| 2003 | Premio Goya a la Mejor Canción Original | Salomé                         | Ganador   |
| 2003 | Premio Goya a la Mejor Música Original  | 800 balas                      | Candidato |
| 2005 | Premio Goya a la Mejor Música Original  | El maquinista                  | Candidato |
| 2006 | Premio Goya a la Mejor Música Original  | Frágiles                       | Candidato |
| 2007 | Premio Goya a la Mejor Música Original  | Alatriste                      | Candidato |
| 2008 | Premio Goya a la Mejor Música Original  | Las 13 rosas                   | Ganador   |
| 2009 | Premio Goya a la Mejor Música Original  | Los crímenes de Oxford         | Ganador   |
| 2010 | Premio Goya a la Mejor Música Original  | Celda 211                      | Candidato |
| 2011 | Premio Goya a la Mejor Música Original  | Balada triste de trompeta      | Candidato |
| 2015 | Premio Goya a la Mejor Música Original  | El Niño                        | Candidato |
| 2018 | Premio Goya a la Mejor Canción Original | Zona Hostil                    | Candidato |
| 2019 | Premio Goya a la Mejor Canción Original | The Man Who Killed Don Quixote | Candidato |
| 2021 | Premio Goya a la Mejor Canción Original | Adú                            | Candidato |
| 2021 | Premio Goya a la Mejor Música Original  | Adú                            | Candidato |

Medallas del Círculo de Escritores Cinematográficos
| Año  | Categoría    | Película                    | Resultado |
| ---- | ------------ | --------------------------- | --------- |
| 1999 | Mejor música | Goya en Burdeos             | Ganador   |
| 2003 | Mejor música | La flaqueza del bolchevique | Nominado  |
| 2004 | Mejor música | El séptimo día              | Nominado  |
| 2005 | Mejor música | Frágiles                    | Nominado  |
| 2007 | Mejor música | Las 13 rosas                | Nominado  |
| 2008 | Mejor música | Los crímenes de Oxford      | Ganador   |
| 2009 | Mejor música | Celda 211                   | Ganador   |
| 2010 | Mejor música | Balada triste de trompeta   | Nominado  |
| 2014 | Mejor música | El Niño                     | Nominado  |
| 2020 | Mejor música | Adú                         | Ganador   |
| 2020 | Mejor música | Explota Explota             | Nominado  |
| 2022 | Mejor música | El cuarto pasajero          | Nominado  |

Festival de Málaga
| Año  | Categoría             | Película              | Resultado |
| ---- | --------------------- | --------------------- | --------- |
| 2012 | Premio Ricardo Franco | Premio Ricardo Franco | Ganador   |

Premios Platino
| Año  | Categoría             | Película | Resultado |
| ---- | --------------------- | -------- | --------- |
| 2015 | Mejor Música Original | El Niño  | Candidato |